# Enköping

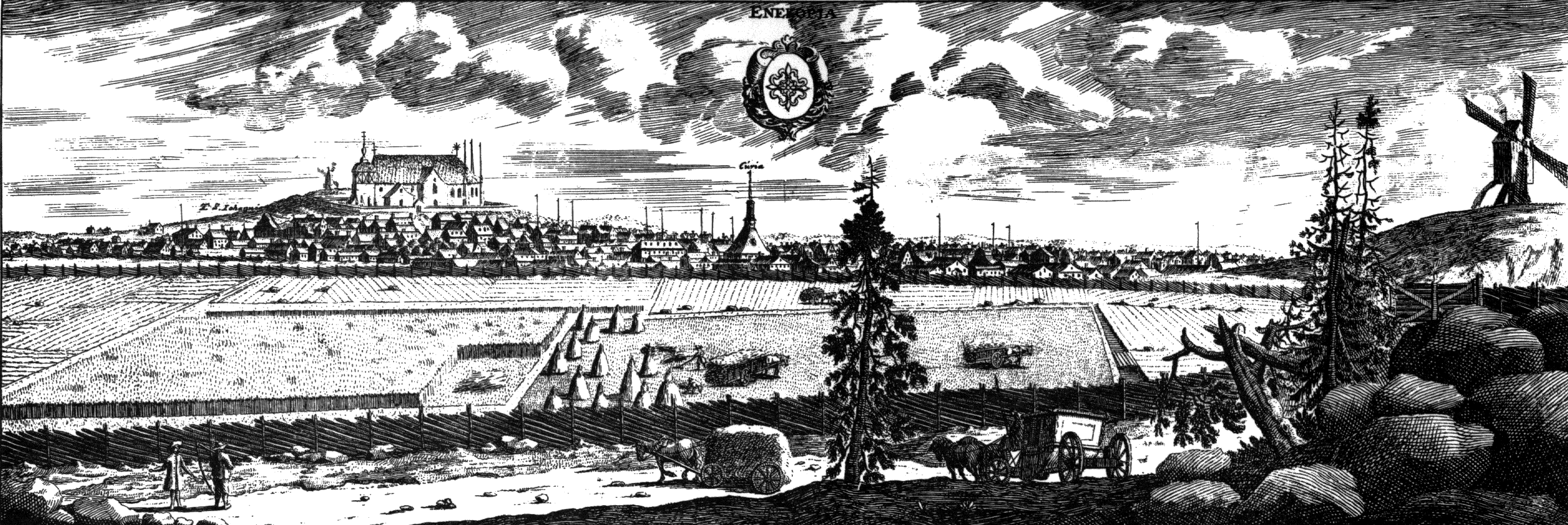
Enköping um das Jahr 1700

Enköping ist eine Stadt in der schwedischen Provinz Uppsala län und der historischen Provinz Uppland. Enköping ist auch der Hauptort der gleichnamigen Gemeinde.

## Geographie
Die Stadt liegt an der Mündung des Flusses Enköpingså in den See Mälaren, etwa 77 km nordwestlich von Stockholm und 42 km südwestlich von Uppsala. Sie erstreckt sich teils auf einer sandigen Moräne und teils auf Boden, den der Fluss angespült hat. Die Umgebung ist durch weite Ebenen gekennzeichnet, die teilweise sumpfig sind. Lange Zeit war der Fluss im südlichen Teil der Stadt in zwei Arme geteilt, doch der westliche Arm ist heute nur noch ein kleines Rinnsal.

## Geschichte
Die Siedlung entstand zuerst an der östlichen Seite des Flusses. Ihr genaues Alter ist aber nicht durch Schriftquellen belegt. Wahrscheinlich lagen hier ein eisenzeitlicher Opfer- und ein Handelsplatz. Es gibt auch Hinweise auf die Existenz eines Gerichtsplatzes aus dem 5. Jahrhundert. Nach der Christianisierung gab es zum Ende des 12. Jahrhunderts einen katholischen Propst im Ort, der damals Enescopinge geschrieben wurde. Seit 1267 beherbergte Enköping ein Franziskanerkloster und mit der Zeit entstanden drei Kirchen, zu denen auch die heutige Kirche unserer lieben Frauen (Vårfrukyrkan) gehörte. Langsam bildete sich ein Bürgertum heraus, so dass Ende des 14. Jahrhunderts ein Bürgermeister erwähnt wurde. Im folgenden Jahrhundert erhielt Enköping von verschiedenen Regenten Privilegien, deren Originale jedoch in Feuersbrünsten verloren gingen. Karl VIII. und Sten Sture der Ältere hielten mehrere Versammlungen in der Stadt ab, in denen über die Entwicklung der umliegenden Landschaften diskutiert wurde.
1572 zerstörte ein gewaltiger Brand Teile der Stadt und 1580 wurde Enköping von der Pest heimgesucht, die in der Kirchengemeinde 6.000 Opfer gefordert haben soll. Diese Zahl wird aber angezweifelt, da die Stadt drei Jahrhunderte später trotz positiver Entwicklung etwa gleich viele Einwohner hatte. König Gustav Wasa ließ das Kloster und alles andere kirchliche Eigentum einziehen. Die Klostergebäude beherbergten danach ein Krankenhaus und verschiedene Manufakturen.
Entscheidend für die Entwicklung des Ortes war der Handel mit den Provinzen Västmanland und Dalarna, deren Metallprodukte nach Stockholm und Södertälje weiter transportiert wurden. Unter König Karl IX. erhielt Enköping eine Waage und ein Zollhaus und nach einem weiteren Brand von 1609 sorgte der König dafür, dass der Handel wieder aufblühte. Gustav II. Adolf ließ dagegen die Handelsgüter aus der Region Bergslagen nach Västerås umleiten. Trotzdem behielt Enköping noch längere Zeit seine wichtige Stellung im schwedischen Handel.
Bis zur Mitte des 17. Jahrhunderts waren die Straßen eng und gewunden und folgten den Windungen des Flusses. Bei dem Bau der Landstraße von Stockholm nach Västerås wurde die heutige Kungsgatan angelegt. Diese hatte aber nicht durchgängig dieselbe Breite und ging im Osten über einen steilen Hügel. Erst im 19. Jahrhundert wurden die entscheidenden Mängel der Straße beseitigt. Zu dieser Zeit bestanden die repräsentativen Bauten der Stadt, wie Kirchen und Rathaus, aus Stein, die restlichen Häuser aus Holz.
Mit der Abnahme des Eisenhandels erhielt die Stadt als Ausgleich das Recht, das Königshaus mit Gemüse zu versorgen. Dazu wurden Gemüsebauern aus Holland angeworben, die dem Ort beim Aufbau des neuen Wirtschaftszweiges halfen. Zum Anfang des 18. Jahrhunderts versuchte man sich auch an Tabakanpflanzungen, doch am Ende wurde die Stadt für ihre Meerrettichfelder bekannt.
Heute ist die Stadt europaweit unter Gartenliebhabern bekannt und genießt einen selbst englischen Gärten vergleichbaren Ruf. Jährlich werden im Frühling in Enköping Zehntausende von Stauden gepflanzt, das Stadtbild ist geprägt von zahlreichen Pocket-Parks und begrünten Flächen. Dieses Engagement reduziert Achtlosigkeit und Vandalismus beträchtlich; von der gesteigerten Qualität des Sozialraums Stadt profitieren Bevölkerung und Touristen. Der „Traum-Garten“ wurde zwischen 1996 und 2003 von Piet Oudolf gestaltet. Die Fläche wird durch drei Blöcke aus Buche in Formschnitt gestaltet. Die Bepflanzung wird von blauem Zier-Salbei beherrscht: Salvia nemorosa 'Ostfriesland', Salvia x 'Blauhügel' und Salvia x 'Rügen'. Ferner findet sich der übliche rote Wasserdost, Königskerzen und Mannstreu.

## Persönlichkeiten

### Söhne und Töchter der Stadt
- August Nilsson (1872–1921), Sportler
- Josef Jonsson (1887–1969), Komponist
- Lennart Silfverstolpe (1888–1969), Tennisspieler
- Ragnar Wicksell (1892–1974), Fußballspieler
- Amelia Andersdotter (* 1987), Politikerin
- Sebastian Rajalakso (* 1988), Fußballspieler

### Personen mit Verbindung zur Stadt
- Johan Petter Johansson (1853–1943), schwedischer Erfinder (Engländer, Rohrzange) und Industrieller